# Kościół Opieki Matki Bożej w Osięcinach
Kościół Opieki Matki Bożej w Osięcinach – świątynia rzymskokatolicka, zbudowana w latach 1845–1855. Jej fundatorami byli Józef i Karolina hr. Skarbek oraz Józef Gzowski. 

## Budowa
Budowę w 1845 rozpoczął ksiądz Ludwik Bromierski, który do końca budowy w 1855 był zarządcą nowo budowanego kościoła. Budowę kościoła nadzorował architekt Henryk Marconi. 

## Styl
Świątynia wybudowana w stylu neogotyckim. Jest orientowana, murowana z cegły na cokole kamiennym. Prezbiterium kryte pozornym sklepieniem ostrołukowym, w nawie dwuspadowym.

## Kaplica
W kościele znajduje się również kaplica św. Józefa, w której to na ołtarzu 24 maja 2001 umieszczono urny z relikwiami błogosławionych męczenników ks. Wincentego Matuszewskiego i ks. Józefa Kurzawy. Następnie zakryto je mosiężną tablicą. W kaplicy wisi kopia obrazu Świętej Rodziny z Kalisza oraz podobizny osięcińskich męczenników. 22 maja 2010 biskup włocławski Wiesław Mering nadał świątyni tytuł  Sanktuarium Błogosławionych ks. Wincentego Matuszewskiego i ks. Józefa Kurzawy, Męczenników Eucharystii i Jedności Kapłańskiej. Pod kaplicą pochowano Józefa i Karolinę hr. Skarbek. W kaplicy umieszczono się ich epitafia. Corocznie w tym miejscu usytuowany jest Grób Pański.